# Луис Фридман
Луис Дил Фридман (рођен 7. јула 1941. године) је амерички инжењер и говорник, рођен у Њујорку. Доктор Фридман је саоснивач Планетарног друштва.

## Образовање и каријера
Године 1961. дипломирао је математику и физику на Инжењерском универзитету Висконсин. Године 1963. дипломирао је на Корнел универзитету са мастером из машинства аи 1971. године докториро је астрофизику на МИТ-у.
Од 1963. до 1968. године радио је за АВКО спејс системс дивижон  .

## Дела и говори
- Star Sailing: Solar Sails and Interstellar Flight, Louis Friedman. , 146 pgs.
- Project Director of the Solar Sail mission by The Planetary Society and Cosmos Studies: Cosmos I
- Part of the technical team on the Mars Balloon and Mars Rover for The Planetary Society
- Asked to participate in both Congressional and Administrative reviews for American and Russian space missions[3]
- 2004 Congressional Hearings on Space: United States Senate Committee on Commerce, Science and Transportation – NASA Future Space Mission [мртва веза]
- ”Think Bigger About Mars” Louis Friedman, June 27, 2000
- ”A Space Nerd Responds” Louis Friedman, August 13, 2007
- ”Where will the Next 50 Years in Space Take Us? Expert Opinions” Popular Mechanics, September 2007